# Lee Hazlewood
Barton Lee Hazlewood (n. 9 iulie 1929, Mannford⁠(d), Oklahoma, SUA – d. 4 august 2007, Henderson, Nevada, SUA) a fost un cântăreț american și producător de înregistrări, cel mai cunoscut pentru munca sa cu chitaristul Duane Eddy la sfârșitul anilor 1950 și cântăreața Nancy Sinatra în anii 1960 și 1970 [1].
Hazlewood avea o voce distinctă de bariton care adăuga o rezonanță muzicii sale. Colaborările sale cu Nancy Sinatra, precum și producția sa solo la sfârșitul anilor '60 și începutul anilor '70 au fost lăudate ca o contribuție esențială la un sunet descris adesea drept "psihedelie cowboy" sau "zahărină subterană".